# Большемешское сельское поселение
Большемешское се́льское поселе́ние — муниципальное образование в Тюлячинском районе Татарстана Российской Федерации.
Административный центр — село Большая Мёша.

## История
Статус и границы сельского поселения установлены Законом Республики Татарстан от 31 января 2005 года № 43-ЗРТ «Об установлении границ территорий и статусе муниципального образования "Тюлячинский муниципальный район" и муниципальных образований в его составе».

## Население
| 2010 | 2011 | 2012 | 2013 | 2014 | 2015 | 2016 |
| ---- | ---- | ---- | ---- | ---- | ---- | ---- |
| 691  | →691 | ↘674 | ↘661 | ↘658 | ↘652 | ↘624 |
| 2017 | 2018 |      |      |      |      |      |
| ↘620 | →620 |      |      |      |      |      |

## Состав сельского поселения
| № | Населённый пункт | Тип населённого пункта       | Население |
| - | ---------------- | ---------------------------- | --------- |
| 1 | Большая Мёша     | село, административный центр |           |
| 2 | Большие Савруши  | село                         |           |
| 3 | Нижние Савруши   | деревня                      |           |
| 4 | Сосновый Мыс     | деревня                      |           |